# 迷牆 (電影)
《平克佛洛伊德：迷牆》（英語：Pink Floyd – The Wall）是一部於1982年上映的英国實景真人传统动画音乐电影，由艾伦·帕克执导，該電影改编自平克·弗洛伊德1979年的专辑迷墙。剧本由歌手兼贝斯手罗杰·沃特斯编写。 鲍勃·格尔多夫在影片中扮演摇滚明星 Pink。